# Kalle Anka på rävjakt
Kalle Anka på rävjakt (även Kalle Anka jagar räv) (engelska: The Fox Hunt) är en amerikansk animerad kortfilm med Kalle Anka och Långben från 1938.

## Handling
Kalle Anka och Långben är ute på rävjakt. Kalle tar hand om hunddrevet, medan Långben rider på hästen. Jakten hade kunnat bli lyckad, om de inte hade blivit lurade av räven.

## Om filmen
Filmen är en remake av filmen The Fox Chase med Kalle Kanin från 1928, som tidigare även varit förebild för Silly Symphonies-filmen The Fox Hunt 1931.

### Svensk distribution
Filmen hade svensk premiär den 5 december 1938 på biografen Regina i Stockholm som innehåll i kortfilmsprogrammet Kalle Anka & C:o, tillsammans med sex kortfilmer till; Vinken, Blinken och Nick, Under vattenytan (ej Disney), Kalle Anka vid Nordpolen, Rytmer i sommarsol (med Sven Jerring), Musse Pigg som valfångare och Kuckeliku! Klockan är sju!. Året därpå den 8 mars visades filmen som separat kortfilm på biografen Biograf London som också ligger i Stockholm.
Filmen hade svensk nypremiär den 8 december 1947 på Sture-Teatern i Stockholm med titeln Kalle Anka på rävjakt och ingick i ett nytt kortfilmsprogram; Kalle Anka jubilerar tillsammans med Jan Långben som bildrulle, Kalle Ankas pippi från Sydpolen, Plutos flyttkalas, Jan Långben som skeppsredare och Scoutchefen Kalle Anka.

## Rollista
- Clarence Nash – Kalle Anka
- Pinto Colvig – Långben
- Walt Disney – Musse Pigg
- Florence Gill – Klara Kluck[13]